# Usama al-Dschuwaili

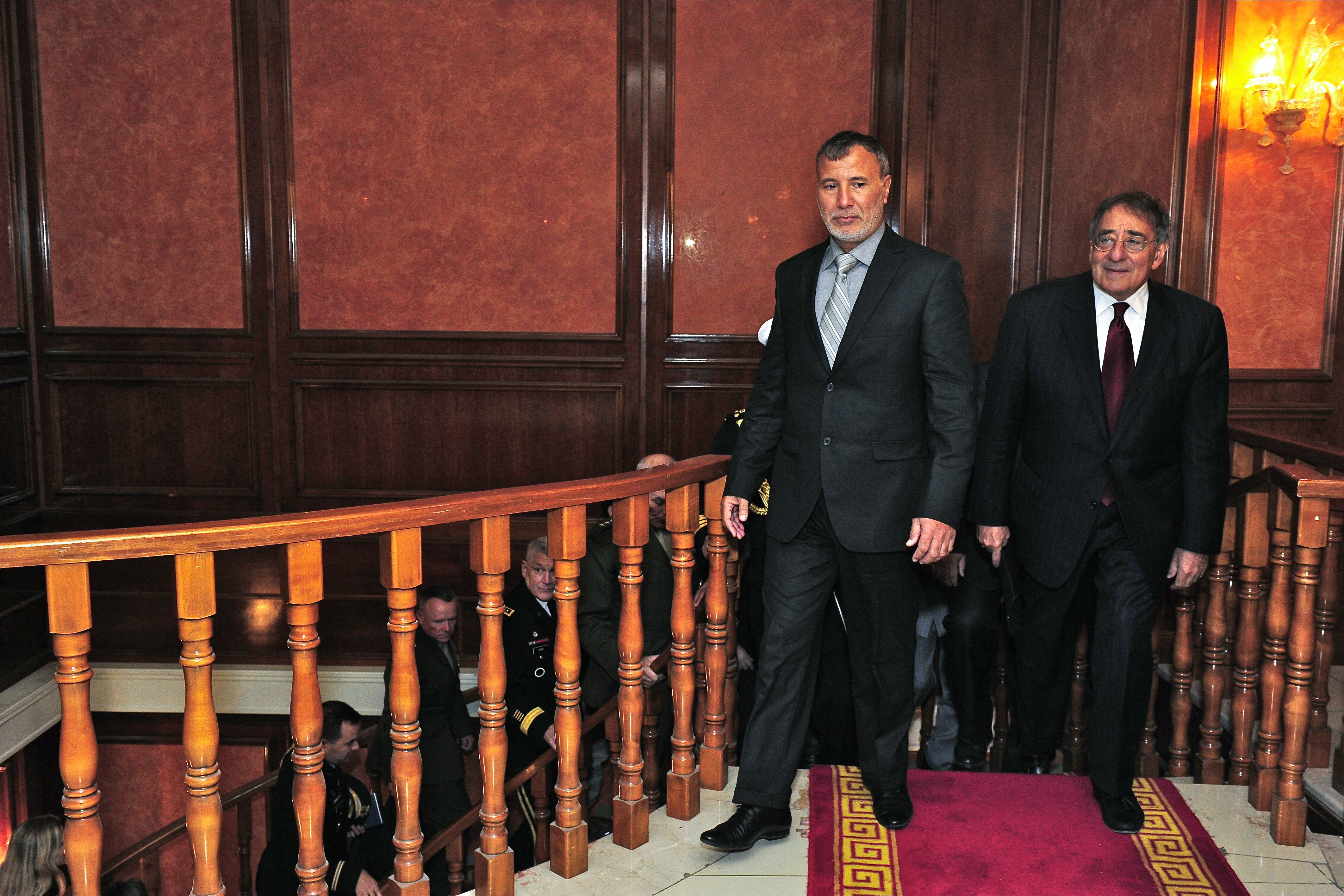
Usama al-Dschuwaili (links) mit US-Verteidigungsminister Leon Panetta in Tripolis

Usama al-Dschuwaili (arabisch أسامة الجويلي, DMG Usāma al-Ǧuwailī; * 1961 in Sintan) ist ein libyscher Politiker und Warlord. Er war vom 22. November 2011 bis 12. September 2012 Verteidigungsminister seines Landes im Kabinett von Abdel Rahim el-Kib.

## Karriere
Im Bürgerkrieg in Libyen führte al-Dschuwaili die aus Sintan stammende Einheit der Libyschen Nationalen Befreiungsarmee, die am 19. November 2011 Saif al-Islam al-Gaddafi, den Sohn von Muammar al-Gaddafi, festnahm.
Im Bürgerkrieg in Libyen seit 2014 galt er von 2014 bis 2017 als wichtiger Verbündeter von Chalifa Haftar, bevor er im November 2017 die Seiten wechselte und sich mit Fayiz as-Sarradsch verbündete.

## Zeit als Verteidigungsminister
Am 8. Dezember 2011 sagte er, er wolle, dass die Milizen und darunter besonders die Männer aus seiner Heimatstadt Sintan, so lange auf den Straßen bleiben, bis es eine vertrauenswürdige Polizei gebe. Zusammen mit Innenminister Fausi Abdelali arbeitet al-Dschuwaili daran, Vertreter der Milizen der Befreiungsarmee in die regulären Streitkräfte, die Polizei und andere Einrichtungen der neuen Regierung zu integrieren (Stand: Anfang 2012). Am 20. Dezember sagte er, es werde etwa eineinhalb Monate dauern, bis die rivalisierenden Milizen Tripolis verlassen hätten. Spätestens bei den für Juni 2012 angekündigten Wahlen zur verfassungsgebenden Versammlung würden die Milizen aber kein Problem mehr darstellen.
Al-Dschuwaili gilt als Gegner von Abd al-Hakim Balhadsch, dem Kommandanten des Militärrates von Tripoli. Der vormalige Anführer der Libyschen Islamischen Kampfgruppe war wenige Tage nach al-Dschuwaili Ernennung zum Verteidigungsminister von der Sintan-Brigade am Flughafen von Tripolis festgenommen und kurzzeitig inhaftiert worden.
Bis zum 18. Februar 2012 hatten sich bei dem von al-Dschuwaili eingerichteten Krieger-Komitee (Warriors Committee) rund 200.000 Revolutionäre registrieren lassen. Für Unzufriedenheit sorgte, dass darunter auch viele Mitglieder von Gaddafi-Einheiten sind; ein Versuch zur Aussöhnung des Landes. Ein Kommandant einer in Tripolis operierenden Miliz aus Misrata sprach sich dafür aus, dass generell nur Kämpfer gegen Gaddafi in die neue Armee aufgenommen werden. Am 12. September 2012 wurde der Nationale Übergangsrat von der gewählten Regierung abgelöst.

## Zeit als Warlord
Von 2012 bis 2014 kontrollierten die von ihm befehligten Zintan-Brigaden den Tripoli International Airport. Von dort attackierten sie im Mai 2014 den Allgemeinen Nationalkongress und lösten damit den 2. Bürgerkrieg aus.
Im August 2014 wurden seine Streitkräfte aus Tripolis vertrieben und zogen sich nach az-Zintan zurück.